# Julia de provinciis
Julia de provinciis va ser una llei romana establerta per Juli Cèsar l'any 59 aC, quan era cònsol juntament amb Marc Calpurni Bíbul.
Establia que les províncies de Tessàlia, Acaia i la resta de Grècia s'havien de governar per les lleis pròpies i que els magistrats romans no podien dictar allí noves lleis. També deia que en el trànsit per les províncies s'havien de facilitar als magistrats i la seva comitiva els subministraments necessaris, i que els magistrats provincials en acabar les seves funcions havien de deixar els comptes en dues ciutats diferents de la província i enviar un altre copia a l'erari. Els magistrats provincials romans no podien admetre corones d'or mentre ocupaven el lloc de la seva responsabilitat, fins a obtenir els honors del triomf. Tampoc podien sortir ni ells mateixos ni l'exèrcit, de la província que els corresponia, i no podien fer la guerra sense orde del senat.
Una segona llei aprovada quan ja Cèsar era dictador va portar el mateix nom, i establia que cap persona podia governar una província pretoriana per més d'un any i una consular per més de dos. El mateix Cèsar va vulnerar aquesta llei quan li va convenir.